# Communauté de communes Braconne et Charente
Die Communauté de communes Braconne et Charente ist ein ehemaliger französischer Gemeindeverband mit der Rechtsform einer Communauté de communes im Département Charente in der Region Nouvelle-Aquitaine. Sie wurde am 31. Dezember 1992 gegründet und umfasste sieben Gemeinden. Der Verwaltungssitz befand sich im Ort Balzac.

## Historische Entwicklung
Mit Wirkung vom 1. Januar 2017 fusionierte der Gemeindeverband mit
- Communauté d’agglomération du Grand Angoulême (vor 2017),
- Communauté de communes Charente Boëme Charraud sowie
- Communauté de communes de la Vallée de l’Échelle

und bildete so eine Nachfolgeorganisation unter dem gleichen Namen Communauté d’agglomération du Grand Angoulême. Trotzdem handelt es sich um eine Neugründung mit anderer Rechtspersönlichkeit.

## Ehemalige Mitgliedsgemeinden
1. Asnières-sur-Nouère
2. Balzac
3. Brie
4. Champniers
5. Jauldes
6. Marsac
7. Vindelle